# Clinton (condado de Dutchess, Nueva York)
Clinton es un pueblo ubicado en el condado de Dutchess en el estado estadounidense de Nueva York. En el año 2000 tenía una población de 4,010 habitantes y una densidad poblacional de 40.3 personas por km².

## Geografía
Clinton se encuentra ubicado en las coordenadas 41°51′29″N 73°48′44″O / 41.85806, -73.81222. Según la Oficina del Censo, la ciudad tiene un área total de 100,6 km² (38,8 mi²), de la cual 99,6 km² (38,5 mi²) es tierra y 1 km² (0,4 mi²) (0.95%) es agua.

## Demografía
Según la Oficina del Censo en 2000 los ingresos medios por hogar en la localidad eran de $66,406, y los ingresos medios por familia eran $71,908. Los hombres tenían unos ingresos medios de $45,511 frente a los $32,750 para las mujeres. La renta per cápita para la localidad era de $29,565. Alrededor del 3.7% de la población estaban por debajo del umbral de pobreza.